# Wrestle Kingdom 13
Wrestle Kingdom 13 fue la decimotercera edición de Wrestle Kingdom, un evento de lucha libre profesional (o puroresu) promovido por New Japan Pro-Wrestling (NJPW) que se llevó a cabo el 4 de enero de 2019, en Tokio, Japón; en el recinto deportivo del Tokyo Dome. El evento se transmitió en vivo en NJPW World y Fite TV y se transmitió en cinta de retardo en AXS TV. El tema oficial del evento fue "Lion's Den" de SiM.
El evento principal fue Hiroshi Tanahashi quien derrotó a Kenny Omega para ganar su octavo Campeonato Peso Pesado de la IWGP. Además, Tetsuya Naito derrotó a Chris Jericho para convertirse en el nuevo Campeón Intercontinental de la IWGP. El evento también fue notable por Will Ospreay quien derrotó a Kota Ibushi para convertirse en el nuevo Campeón de Peso Abierto NEVER, Zack Sabre Jr. quien derrotó a Tomohiro Ishii para convertirse en el nuevo Campeón Peso Pesado Británico de Revolution Pro Wrestling y Taiji Ishimori quien derrotó a KUSHIDA para convertirse en el nuevo Campeón Peso Pesado Junior de la IWGP.

## Producción
Wrestle Kingdom es considerado el evento insignia de New Japan Pro-Wrestling, y que continúa  la tradición anual (proveniente desde 1992) de la empresa nipona en efectuar un evento en el Tokyo Dome, el 4 de enero de cada año como una celebración del Año Nuevo.
Debido a su legado, este evento ha sido descrito como un equivalente de WrestleMania en Japón en cuanto a su alcance en la lucha libre profesional.
Wrestle Kingdom 13 fue oficialmente anunciado el 12 de agosto de 2018, durante la final del torneo anual "G1 Climax".

## Antecedentes
El 12 de agosto de 2018, Hiroshi Tanahashi derrotó a Kota Ibushi en la final para ganar el G1 Climax 28. Como es una tradición anual desde el G1 Climax (2012), el ganador del torneo recibe una oportunidad de retar al Campeón Mundial Peso Pesado de IWGP: Kenny Omega en el más grande evento. El 23 de septiembre en Destruction in Kobe, Tanahashi derrotó a Kazuchika Okada para mantener su maletín de G1 Climax. El 8 de octubre en King of Pro-Wrestling, Tanahashi derrotó a Jay White para mantener una vez más su maletín G1 Climax, mientras que Kenny Omega derrotó a Kota Ibushi y Cody en un Triple Threat Match para retener el Campeonato Peso Pesado de la IWGP, confirmando así el combate.
En New Year’s Dash!!,  Chris Jericho atacó a Tetsuya Naito. En Wrestling Hinokuni, Naito derrotó a Minoru Suzuki ganando el Campeonato Intercontinental de la IWGP. En la segunda noche de Wrestling Dontaku, Jericho regresó a NJPW, atacando a Naito. El 9 de junio en Dominion 6.9 in Osaka-jo Hall, donde Jericho venció a Naito para ganar el título Intercontinental. Después de que Jericho venció a Los Ingobernables de Japón, su compañero de Naito, Evil en Power Struggle, Naito atacó a Jericho después de que continuara atacando a Evil después de que terminara el combate. Naito desafió a Jericho a una revancha, pero Jericho lo rechazó entre los dos. A pesar de esto, se hizo oficial la revancha entre los dos por el Campeonato Intercontinental de la IWGP.
En la conferencia de prensa de post-Wrestle Kingdom 12, Kazuchika Okada anuncia a Jay White como nuevo miembro de CHAOS. Durante la conferencia de prensa, White expresó sus ambiciones hacia el Campeonato Peso Pesado de la IWGP de Okada y luego dijo que no iba a "caer en segundo plano" como otros miembros de CHAOS. En respuesta a esto, Okada dijo que Jay todavía no estaba en su nivel y que si luchaban, se daría cuenta de eso. A lo largo de todo el tiempo de White con CHAOS, él buscaría los combates entre facciones, incluso eligiendo al miembro de CHAOS Tomohiro Ishii como su elección para la New Japan Cup y lo instó a ganar para desafiar a Okada. También atacaría al oponente antes de que el combate comenzara mucho para disgusto de sus compañeros de equipo. En la primera noche del G1 Climax, White venció a Okada a través de medios infames, como derribar al árbitro, usar una silla y golpear a Okada con un golpe bajo. En Destruction in Kobe, Okada perdería la lucha por el maletín de G1 Climax a Hiroshi Tanahashi. Después del combate, White atacaría tanto a Tanahashi como a Okada, y el exmánager de Okada, Gedo, se uniría a White. El 8 de octubre en King of Pro-Wrestling, White también perdería un perdería la lucha por el maletín de G1 Climax a Tanahashi. Sin embargo, White continuaría atacando a Tanahashi después del combate hasta que Okada viniera a salvar y comenzara a atacar a Gedo, esto provocó que Jado intentara jugar como pacificador, solo para que el Bullet Club saliera y atacara a Okada, así cambiándose a heel. Esto provocó la salida de Jay White, Gedo y Jado de CHAOS así uniéndose a Bullet Club esa noche. El 3 de noviembre en Power Struggle, White desafió a Okada a una lucha donde lo desee, y pronto se hizo oficial para Wrestle Kingdom 13.
El 3 de noviembre en Power Struggle, Guerrillas of Destiny y Robbie Eagles derrotaron a Kushida y Great Bash Heel cuando Taiji Ishimori golpeó a Kushida con su muleta. Después del combate, Ishimori levantó el Campeonato Peso Pesado Junior de la IWGP de Kushida y lo desafió detrás de los bastidores. El 5 de noviembre se hizo oficial la lucha entre Ishimori y Kushida por el título.
El 3 de noviembre en Power Struggle, Roppongi 3K (Sho & Yoh) venció a Suzuki-gun (Yoshinobu Kanemaru & El Desperado) y Los Ingobernables de Japón (Bushi & Shingo Takagi) en las finales del torneo Super Junior Tag Tournament. Con esta victoria, Roppongi 3K tendrá una oportunidad por el Campeonato Peso Pesado Junior en Parejas de la IWGP ante Desperado y Kanemaru. Sin embargo, BUSHI y Takagi también obtendrán tomas de título debido a su victoria sobre Roppongi 3K durante el Torneo Super Junior Tag.
El 9 de diciembre de 2018, Los Ingobernables de Japón (Evil & Sanada) derrotaron a Bullet Club (Tama Tonga & Tanga Loa) para ganar el World Tag League 2018. Después del combate, Sanada y Evil se enfrentarían a un combate por el Campeonatos en Parejas de la IWGP en Wrestle Kingdom antes de ser interrumpidos por The Young Bucks así convirtiéndose a un Triple Threat Match y más tarde fue anunciado más tarde para Wrestle Kingdom 13.
Originalmente, se suponía que Will Ospreay se enfrentaría a Taichi por el Campeonato de Peso Abierto NEVER en Power Struggle, sin embargo, la lucha se canceló más tarde debido a una lesión sufrida por Ospreay. En el último día de World Tag League, Ospreay derrotó a Taichi para convertirse en el contendiente número uno por el Campeonato de Peso Abierto NEVER. En la misma noche, desafió al nuevo Campeón de Peso Abierto NEVER tras derrotar a Hirooki Goto, Kota Ibushi, a un partido de campeonato en Wrestle Kingdom 13.
El 7 de julio de 2018 en G1 Special: in San Francisco, Juice Robinson derrotó a Jay White para ganar el Campeonato Peso Pesado de los Estados Unidos de la IWGP. Durante su primera defensa en Fighting Spirit Unleashed, Robinson fue derrotado por Cody así perdiendo su título. Una revancha fue programada más tarde para Wrestle Kingdom 13.

## Resultados
En paréntesis se indica el tiempo de cada combate:
- Pre-show: Ryusuke Taguchi & Most Violent Players (Togi Makabe & Toru Yano) derrotaron a Yuji Nagata, Jeff Cobb & David Finlay, The Elite (Hangman Page, Marty Scurll & Yujiro Takahashi) (con Chase Owens), CHAOS (Hirooki Goto, Beretta & Chuckie T) y Suzuki-gun (Minoru Suzuki, Lance Archer & Davey Boy Smith Jr.) en un Gauntlet Match y ganaron una oportunidad por el Campeonato de Peso Abierto de Seis Hombres NEVER (27:47).
  - Finlay cubrió a Takahashi con un «Roll-Up».
  - Finlay cubrió a Chuckie con un «Roll-Up».
  - Archer y Smith cubrieron a Finlay después de un «Killer Bomb».
  - Yano cubrió a Smith con un «Roll-Up».
  - Originalmente, Michael Elgin iba a ser equipo con Cobb y Finlay, pero fue reemplazado por Nagata debido a una lesión.
- Will Ospreay derrotó a Kota Ibushi y ganó el Campeonato de Peso Abierto NEVER (18:13).
  - Ospreay cubrió a Ibushi después de un «Stormbreaker».
- Los Ingobernables de Japón (Bushi & Shingo Takagi) derrotaron a Suzuki-gun (Yoshinobu Kanemaru & El Desperado) (c) y Roppongi 3K (Sho & Yoh) (con Rocky Romero) y ganaron el Campeonato Peso Pesado Junior en Parejas de la IWGP (6:51).
  - Takagi cubrió a Sho después de un «Last of the Dragon».
- Zack Sabre Jr. (con TAKA Michinoku) derrotó a Tomohiro Ishii y ganó el Campeonato Peso Pesado Británico (11:37).
  - Sabre forzó a Ishii a rendirse con un «Guillotine».
- Los Ingobernables de Japón (Evil & Sanada) derrotaron a Guerrillas of Destiny (Tama Tonga & Tanga Loa) (c) (con Bad Luck Fale & Jado) y The Young Bucks (Matt Jackson & Nick Jackson) y ganaron el Campeonato en Parejas de la IWGP (10:16).
  - Sanada cubrió a Matt después de un «Magic Killer» y un «Moonsault Press».
  - Durante la lucha, Fale y Jado interfirieron a favor de Guerrillas of Destiny.
- Juice Robinson derrotó a Cody (con Brandi Rhodes) y ganó el Campeonato Peso Pesado de los Estados Unidos de la IWGP (9:03).
  - Robinson cubrió a Cody después de dos «Pulp Fiction».
  - Durante la lucha, Brandi interfirió a favor de Cody, pero el árbitro la expulsó del ringside.
- Taiji Ishimori derrotó a KUSHIDA y ganó el Campeonato Peso Pesado Junior de la IWGP (11:17).
  - Ishimori cubrió a KUSHIDA después de un «Foot Stomp» y un «Bloody Cross».
- Jay White (con Gedo) derrotó a Kazuchika Okada (14:20).
  - White cubrió a Okada después de un «Blade Runner».
  - Durante la lucha, Gedo interfirió a favor de White.
- Tetsuya Naito derrotó a Chris Jericho en un No Disqualification Match y ganó el Campeonato Intercontinental de la IWGP (22:35).
  - Naito cubrió a Jericho después de un «Destino».
- Hiroshi Tanahashi derrotó a Kenny Omega (con Matt Jackson & Nick Jackson) y ganó el Campeonato Peso Pesado de la IWGP (39:14).
  - Tanahashi cubrió a Omega después de un «High Fly Flow».
  - Tanahashi hizo efectivo su contrato G1 Climax.